# 신성 동맹 (1538년)
1538년의 신성 동맹(Holy League)은 교황 바오로 3세와 베네치아 공화국의 요청으로 조직된 그리스도 국가들의 동맹으로 짧은 기간 존재했다.
1537년 오스만 제국의 코르세어(corsair)와 알제(Algiers)의 바르바로스 하이렛딘 파샤 제독은 칼라브리아(Calabria)의 연안을 황폐화 시키고 베네치아의 강력한 요새인 코르푸(Corfu)을 거의 점령했다. 이 상황에 직면한 교황 바오로 3세는 교황령에서 1538년 2월 소위 말하는 신성 동맹을 조직하는데 성공했다. 여기엔 베네치아 공화국, 몰타 기사단, 스페인과 함께 나폴리와 시칠리아의 속령도 참가하였다.
1538년 9월 코르푸 근처에서 바르바로사와 그의 난폭한 120척 갤리선과 푸스타(fustas)에 맞서 동맹은 약 300척(162척 갤리선과 140척의 돛단배(sailing ships)의 함대를 소집하였다. 이들의 최고 사령관은 제노바의 제독 안드레아 도리아였고, 그는 황제 카를 5세를 섬기고 있었다.
1538년 9월 28일 두 함대는 프레베자 전투(Battle of Preveza)에서 만났다. 바르바로사는 수적으로 우세한 그리스도 동맹을 결정적으로 패배시켰다. 도리아가 전투에서 보인 지도력은 이전에 보인 활발함과는 거리가 멀었고, 이것이 동맹을 패배시킨 주요 원인이라고 널리 믿어지고 있다. 그의 망설임은 그가 이끄는 함대의 모든 행동(그들의 숫자에서 그가 차지하는 영향)에 영향을 미쳤다. 베네치아의 훌륭한 희생에는 그의 고향 제노바 도시의 오랜 라이벌이라는 점을 생가한다면 프레베자에서 그가 보인 행동을 전체적으로 설명할 수 있다는 것을 고려해야 한다.

## 문헌
- Wolf, John B., "The Barbary Coast: Algeria under the Turks," W. W. Norton, 1979; ISBN 978-0-393-01205-7
- Cook, M.A. (ed.), "A History of the Ottoman Empire to 1730," Cambridge University Press, 1976; ISBN 978-0-521-20891-8
- Currey, E. Hamilton, "Sea-Wolves of the Mediterranean," John Murrey, 1910.
- Norwich, John Julius, "A History of Venice," Vintage, 1982; ISBN 0-679-72197-5 (pbk.)